# WVV Wageningen in het seizoen 1954/55
Het seizoen 1954/1955 was het eerste jaar in het bestaan van de Wageningense betaaldvoetbalclub Wageningen. De club kwam uit in de Eerste klasse B en eindigde daarin op de 14e plaats, dit betekende dat de club in het nieuwe seizoen uitkwam op het één-na-hoogste voetbalniveau Eerste klasse.

## Wedstrijdstatistieken

### Eerste klasse A(afgebroken)
|       | AGOVV | Blauw-Wit | DWS   | Elinkwijk | GVAV | Haarlem | Heerenveen | HVC   | Leeuwarden | Sportclub Enschede | Vitesse | VSV   |
| ----- | ----- | --------- | ----- | --------- | ---- | ------- | ---------- | ----- | ---------- | ------------------ | ------- | ----- |
| Thuis | –     | –         | –     | 0 – 0     | –    | 0 – 2   | –          | 1 – 2 | –          | 0 – 0              | –       | 3 – 2 |
| Uit   | 3 – 0 | –         | 5 – 0 | –         | –    | –       | –          | 2 – 1 | –          | –                  | 2 – 2   | –     |

### Eerste klasse B
|       | ADO   | Brabantia | DWS   | EDO   | Elinkwijk | Fortuna '54 | Heerenveen | Heracles | Rigtersbleek | Sittardia | Sparta | SVV   | Willem II |
| ----- | ----- | --------- | ----- | ----- | --------- | ----------- | ---------- | -------- | ------------ | --------- | ------ | ----- | --------- |
| Thuis | 0 – 5 | 5 – 2     | 1 – 3 | 0 – 0 | 3 – 0     | 0 – 3       | 1 – 3      | 3 – 4    | 0 – 2        | 1 – 0     | 1 – 2  | 0 – 2 | 2 – 6     |
| Uit   | 1 – 0 | 3 – 1     | 0 – 0 | 2 – 1 | 1 – 0     | 2 – 1       | 4 – 2      | 2 – 4    | 3 – 1        | 1 – 2     | 1 – 2  | 3 – 2 | 5 – 0     |

## Statistieken Wageningen 1954/1955

### Eindstand Wageningen in de Nederlandse Eerste klasse B 1954 / 1955
| Stand | Gespeeld | Gewonnen | Gelijk | Verloren | Punten | Doelpunten voor | Doelpunten tegen |
| ----- | -------- | -------- | ------ | -------- | ------ | --------------- | ---------------- |
| 14e   | 26       | 6        | 2      | 19       | 14     | 33              | 60               |

### Eindstand Wageningen in de Nederlandse Eerste klasse A 1954 / 1955 (afgebroken)
| Stand | Gespeeld | Gewonnen | Gelijk | Verloren | Punten | Doelpunten voor | Doelpunten tegen |
| ----- | -------- | -------- | ------ | -------- | ------ | --------------- | ---------------- |
| 13e   | 9        | 1        | 3      | 5        | 5      | 7               | 18               |

### Topscorers
| #      | Naam              | Goal |
| ------ | ----------------- | ---- |
| 1.     | Joop van der Kolk | 8    |
| 2.     | Piet van Kleef    | 6    |
| 3.     | Jan Knevel        | 5    |
| 4.     | Van Amersfoort    | 3    |
| 4.     | Borger            | 3    |
| 6.     | Aart Rozeboom     | 2    |
| 7.     | Geert ten Berge   | 1    |
| 7.     | Van Brakel        | 1    |
| 7.     | Van der Laan      | 1    |
| 7.     | Wim van der Meij  | 1    |
| 7.     | Wammes            | 1    |
| 7.     | Wim Zeller        | 1    |
| Totaal | Totaal            | 33   |

| #      | Naam                 | Goal |
| ------ | -------------------- | ---- |
| 1.     | Jan Knevel           | 2    |
| 1.     | Frans Taks           | 2    |
| 3.     | Huib Jacobs          | 1    |
| 3.     | Charley van de Weerd | 1    |
| 3.     | Wim Zeller           | 1    |
| Totaal | Totaal               | 7    |